# Lloret de Desmarest
El lloret de Desmarest (Psittaculirostris desmarestii) és una espècie d'ocell de la família dels psitàcids que habita boscos i sabanes de l'oest i sud de Nova Guinea i les properes illes Salawati, Batanta i Misool.

## Descripció
El front i corona és de color vermell a taronja, una taca ocular blau clar sota l'ull, cara groga, anell turquesa pàl·lid tenyit de vermell, bec gris-negre i cos verd. Els adults mascles i femelles són idèntics en aspecte extern i els juvenils tendeixen a tenir colors més apagats al cap, però per la resta s'assemblen als adults.

## Hàbitat
Els hàbitats naturals són els boscos humits de terres baixes subtropicals o tropicals, els boscos de manglars subtropicals o tropicals i els boscos muntans humits subtropicals o tropicals.

## Subespècies
En la actualitat es reconeixen cinc subespècies:
- P. d. blythii (Wallace, 1864) - Misool (illes Raja Ampat, a l'oest de Nova Guinea).
- P. d. occidentalis (Salvadori, 18726) - l'oest de la península de Doberai, incloent-hi Batanta i Salawati (illes Raja Ampat, a l'oest de Nova Guinea).
- P. d. desmarestii (Desmarest, 1826) - Nova Guinea occidental (regions orientals de la península de Bird's Head).
- P. d. godmani (Ogilvie-Grant, 1911) - terres baixes meridionals de l'oest i el centre de Nova Guinea (del riu Mimika al riu Fly).
- P. d. cervicalis (Salvadori, & d'Albertis, 1876) - sud-est de Nova Guinea (riu Fly fins a l'extrem est de Papua Nova Guinea).

P. d occidentalis inclou intermedius abans considerada subespècie.